# Volksplein (Nieuw-Nickerie)
Het Volksplein, voorheen Willemsplein, is een plein in Nieuw-Nickerie, Suriname. Het ligt pal naast het Brasaplein en nabij de Nickerierivier. Rondom het plein bevinden zich het Residence Inn, departementen van het ministerie van Arbeid, de Dienst der Belastingen (Financiën) en verschillende banken, en een polikliniek.

## Geschiedenis
Het plein kreeg in 1893 de naam Willemsplein, als vernoeming naar koning Willem III. Het ligt nabij de Nickerierivier met er tussenin de G.G. Maynardstraat (aanvankelijk de Voorstraat). Er omheen liggen de Landingstraat, R.P. Bharosstraat (aanvankelijk de Oranje-Nassaustraat) en de Westkanaalstraat. Naast het plein ligt het Brasaplein (aanvankelijk Volksplein genoemd).
Begin jaren 2000 deed het plein dienst als landingsplek voor de helikopter voor de polikliniek. In 2005 kon het daar niet landen vanwege sportactiviteiten op het plein en moest uitwijken.
Rond 2012 werd de naam van het plein veranderd van Willemsplein naar Volksplein.

## Monumenten
Op het plein staan meerdere monumenten. De volgende lijst is niet compleet:
- 1913: Gedenkteken van koning Willem III
- 1913: Vrijheidsboom van Nieuw-Nickerie, 50 jaar afschaffing slavernij
- 1972: Borstbeeld van Mahatma Gandhi
- 2017: Inheems monument
- 2022: I love Nickerie